# Sweet Leaf
"Sweet Leaf" er en sang af Black Sabbath fra gruppens tredje studiealbum Master of Reality, der udkom i 1971. Sangen anses som en af gruppens centraleudgivelser og er optaget på gruppen greatest hits-album fra 1976 We Sold Our Soul for Rock 'n' Roll.
Sangen handler om cannabis.
| Musik | Spire Denne musikartikel er en spire som bør udbygges. Du er velkommen til at hjælpe Wikipedia ved at udvide den. |